# Lantsch/Lenz
Lantsch/Lenz é uma comuna da Suíça, no Cantão Grisões, com 532 habitantes (de acordo com o censo de 2010). Estende-se por uma área de 21,82 km², de densidade populacional de 24 hab/km². Confina com as seguintes comunas: Alvaneu, Alvaschein, Arosa, Brienz/Brinzauls, Vaz/Obervaz.
As línguas oficiais nesta comuna são o alemão e o romanche.